# Wendel Dietterlin
 (17 novembre 2016).
Wendel Dietterlin, né à Pfullendorf en 1551 et mort à Strasbourg en 1599, est un peintre, ornemaniste et graveur germanique de la seconde moitié du XVIe siècle.

## Biographie
Wendelin Dietterlin, de son vrai nom Grapp (Dietterlin ou Dieterlen voulant simplement dire « petit Dieter » au sens de fils cadet de Dieter), naît en 1551 à Pfullendorf. Il était encore très jeune quand il s'installa à Strasbourg, où il se maria en 1570 et dont il acquit le droit de bourgeoisie l'année suivante.
Très actif dans la grande cité alsacienne, il y décora en 1574 le Bruderhof (un bâtiment attenant à la cathédrale, à l'emplacement actuel du Grand Séminaire), puis l'aile Renaissance de la Maison de l'Œuvre Notre-Dame construite en 1579-82 par Hans Thoman Uhlberger (si les fresques en grisaille de la façade ont disparu, il subsiste quelques traces du décor intérieur) ainsi que le nouvel hôtel de ville (aujourd'hui siège de la CCI) construit en 1585 par Hans Schoch.
Conrad Schlossberger, intendant du duc Louis VI de Wurtemberg, le fit venir entre 1590 et 1593 à Stuttgart pour lui confier la décoration du château de plaisance (Neues Lusthaus) ducal. L'artiste strasbourgeois y peignit une Création du monde et un Jugement dernier sur le plafond de la grande salle. C'est également à Stuttgart qu'il se lia d'amitié avec l'architecte ducal Heinrich Schickhardt. Cette salle et ses fresques ont été détruites au milieu du XVIIIe siècle, mais la Staatsgalerie conserve une vertigineuse esquisse du Jugement dernier (1590).

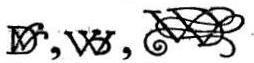
Monogrammes de l'artiste.
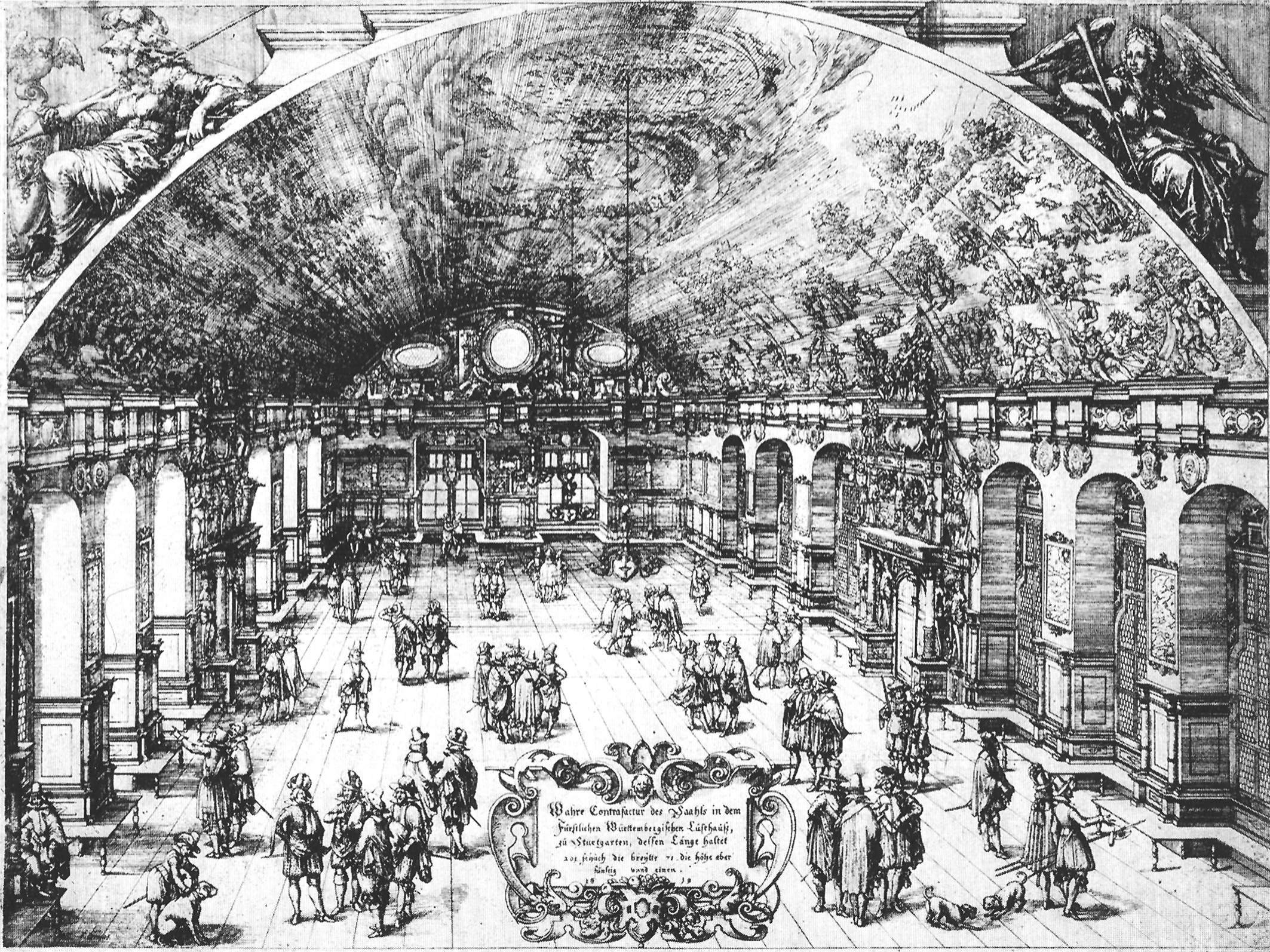
Gravure ancienne de la Neues Lusthaus de Stuttgart.

Dietterlin fut l'un des premiers peintres à utiliser le pastel. Certaines de ses compositions (L’Ascension d’Élie, L'Ascension de Jésus Christ, La Vérité triomphante, La Chute de Phaéton), peut-être dérivées de tableaux disparus, nous sont parvenues par des gravures. La Résurrection de Lazare (1582 ou 1587), conservée à la Staatliche Kunsthalle de Karlsruhe, semble être le seul tableau de Dietterlin encore existant. Une Crucifixion, conservée au Kresge Art Museum de l'Université d'État du Michigan à East Lansing, lui est également attribuée.
L'atelier strasbourgeois de Dietterlin fut repris par son fils, Hilaire, puis par le fils de ce dernier, Barthélémy (né en 1609), élève de Johann Wilhelm Baur, et enfin par le fils de Barthélémy, Jean-Pierre Dietterlin (né en 1642).

### Architectura

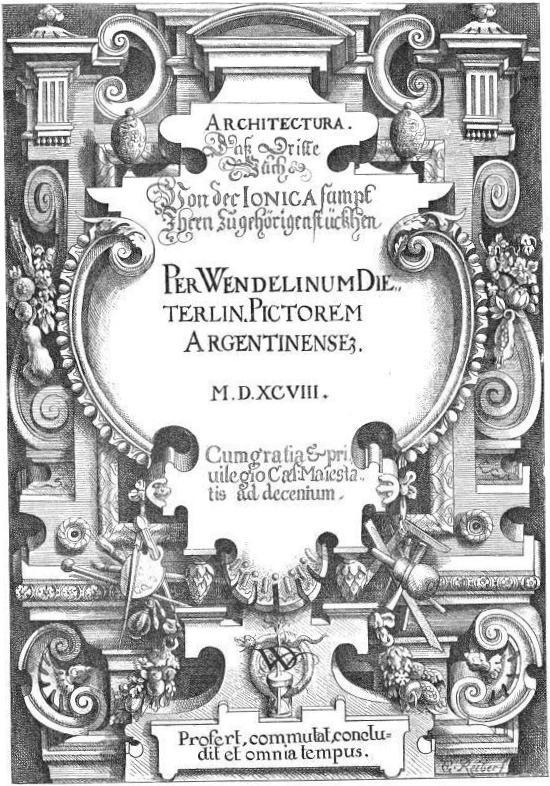
Frontispice de la troisième partie (ordre ionique) du traité.

Même s'il n'a pas le statut d'architecte, se qualifiant lui-même de « peintre strasbourgeois », Dietterlin est surtout connu pour les nombreuses gravures (209 planches) et les variations bestiales de son traité d'architecture, Architectura. Von Außtheilung, Symmetria und Proportion der Fünff Seulen (« Architecture. De la disposition, de la symétrie et des proportions des cinq styles »).
Composé à Stuttgart et dédié à Conrad Schlossberger, cet ouvrage a été publié pour la première fois en deux volumes à Stuttgart et Strasbourg en 1593-94 et réédité à Augsbourg, puis, avec des planches supplémentaires, à Nuremberg en 1598. Il a été ensuite réédité plusieurs fois et traduit en latin et en français entre le XVIIe et le XIXe siècle.

Suivant le modèle du quatrième livre de Sebastiano Serlio (Reigles generales de l’Architecture, sur les cincq manieres d’edifices, ascavoir, Thuscane, Doricque, Ionicque, Corinthe, & Composite, auec les exemples danticquitez, selon la doctrine de Vitruve, traduction de Pieter Coecke van Aelst, Anvers, 1542) également repris par Vignole (Regola delli cinque ordini d'architettura, 1562), le livre de Dietterlin est divisé en cinq parties correspondant à autant d'ordres architecturaux : le toscan, le dorique, l'ionique, le corinthien et le composite.

Il ne s'agit cependant pas d'une interprétation classique et rationnelle, dans l'esprit de la Haute Renaissance, de l'héritage antique vitruvien. Au contraire, tout en s'inscrivant dans la lignée maniériste de la grotte des pins du château de Fontainebleau et du Livre extraordinaire (1551) de Serlio, le traité de Dietterlin pousse encore plus loin l'anticlassicisme, la veine fantastique et la surcharge décorative en imaginant notamment des portails pittoresques, « bestiaires » et « rustiques » dont l'exécution en pierre paraît inconcevable.
C'est par cette greffe des recherches de la première école de Fontainebleau sur l'exubérance gothique rhénane que Dietterlin, a exercé, à l'instar d'autres artistes d'Europe du Nord comme Hans Vredeman de Vries, une influence certaine sur l'évolution des formes artistiques. Au-delà de sa contribution immédiate à l'ornementation maniériste du temps de Rodolphe II de Habsbourg, l'influence de Dietterlin est également décelable dans certaines compositions baroques, notamment au Portugal. Repérable, mais de manière très édulcorée, dans certaines façades de maisons (comme celle du 29, place Saint-Pierre à Bar-le-Duc, construite en 1604), l'écho des gravures de Dietterlin se retrouve surtout dans les domaines de l'ébénisterie et de la menuiserie, moins contraignants que l'architecture. Son art est à rapprocher de celui des hommes de l'art contemporains bourguignons Hugues Sambin et Joseph Boillot, dont il a poursuivi les travaux sur les "termes" ou éléments d'architecture par ses fameuses variations bestiales.

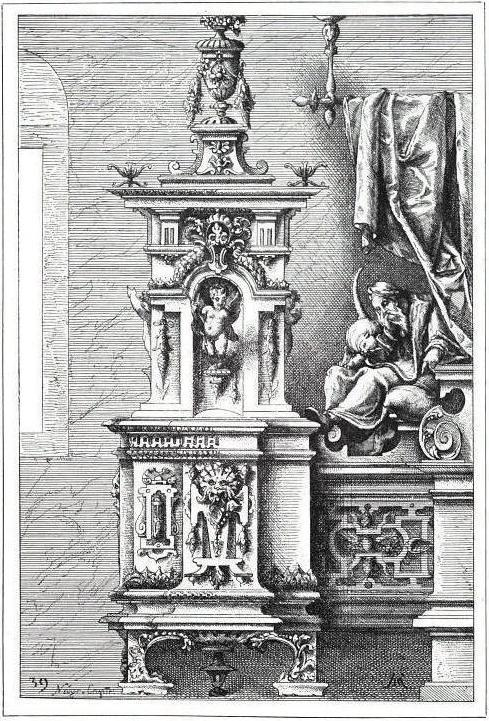
Poêle (Architectura, pl. 59).
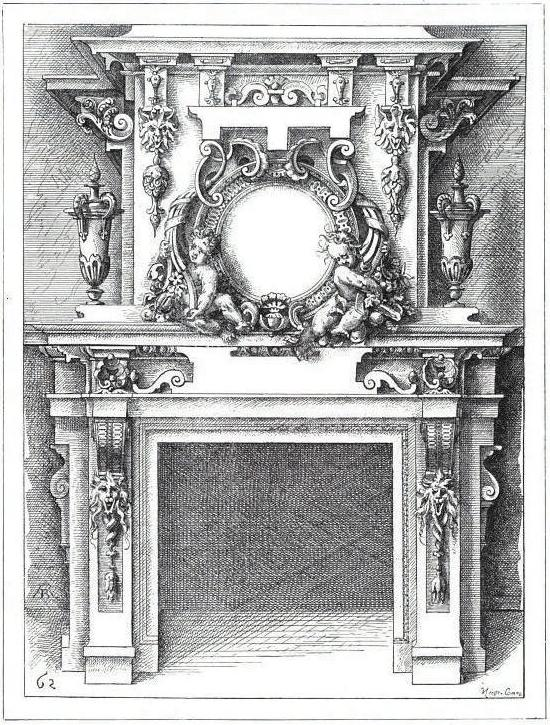
Cheminée (pl. 62).
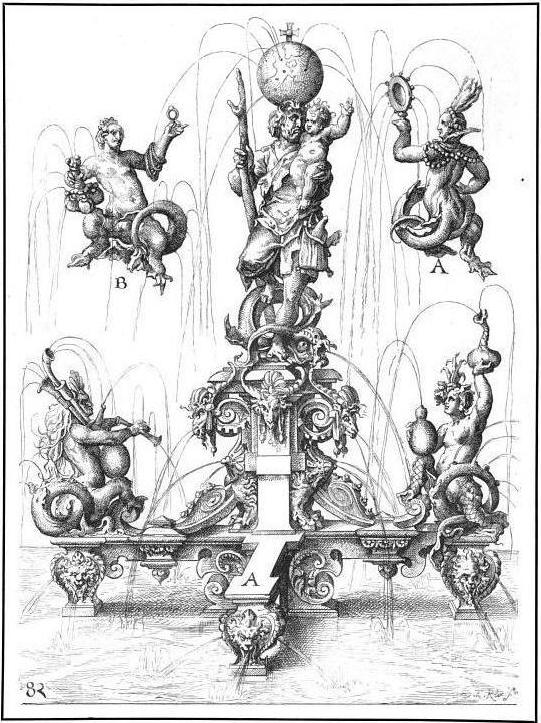
Fontaine avec Saint Christophe (pl. 82).
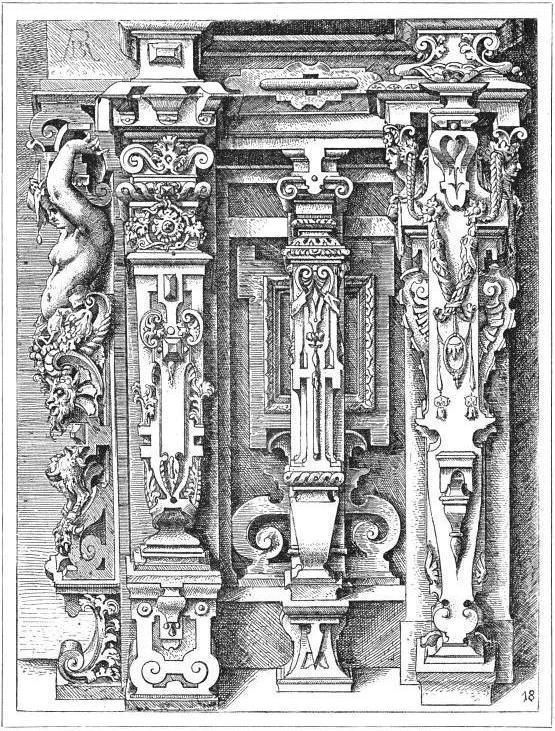
Pilastres et gaines ioniques (pl. 100).
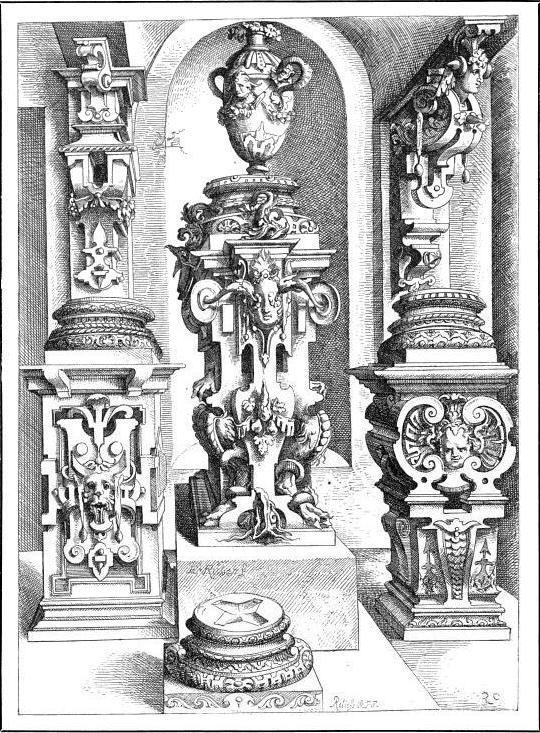
Bases, consoles et piédestaux (pl. 137).
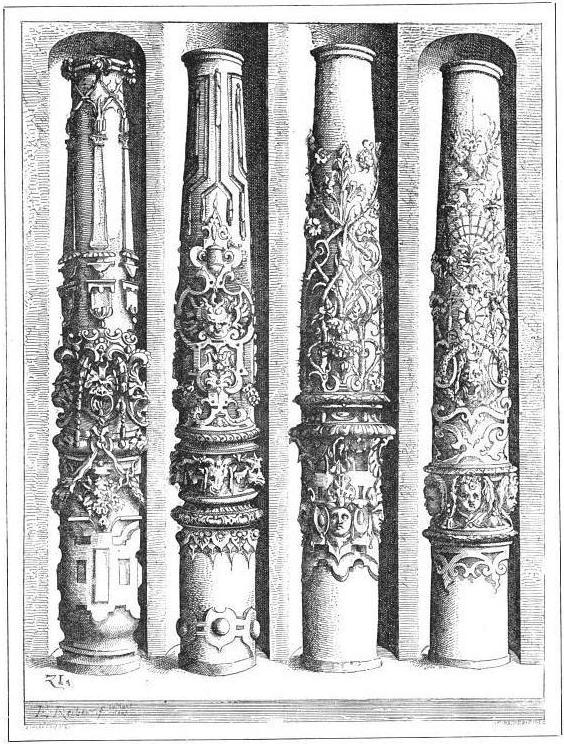
Fûts de colonnes corinthiennes (pl. 138).
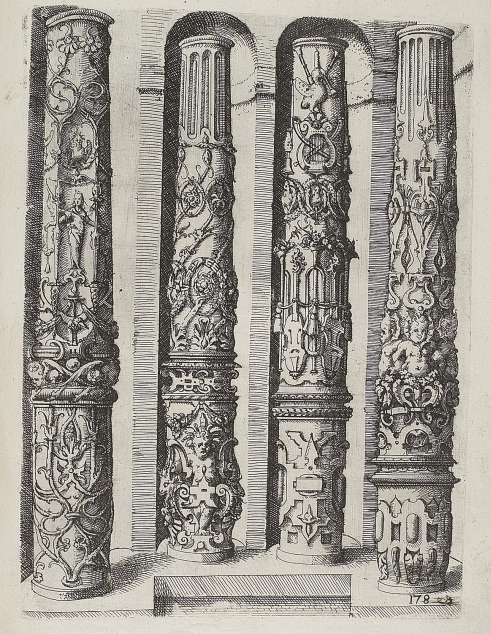
Fûts de colonnes composites (pl. 178).
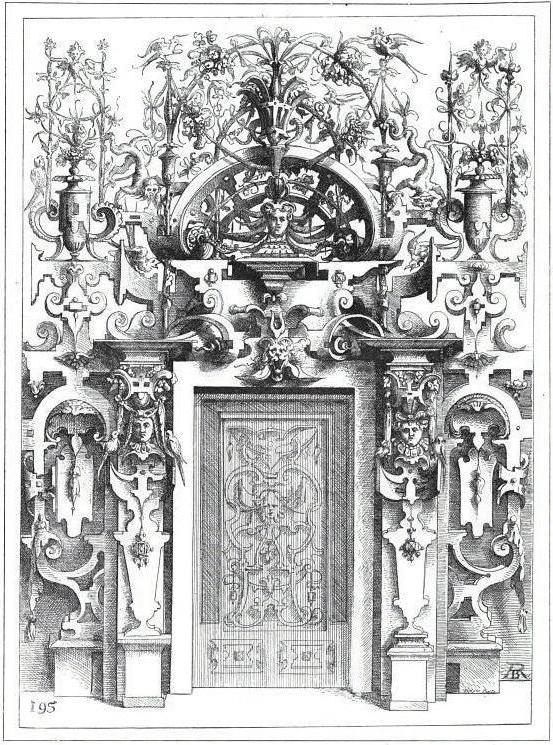
Porte intérieure (pl. 195).
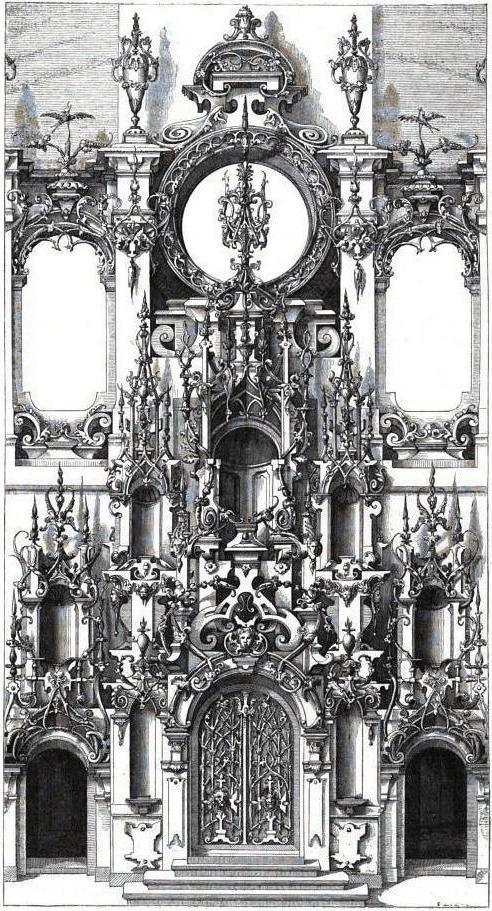
Portail composite (pl. 196-197).
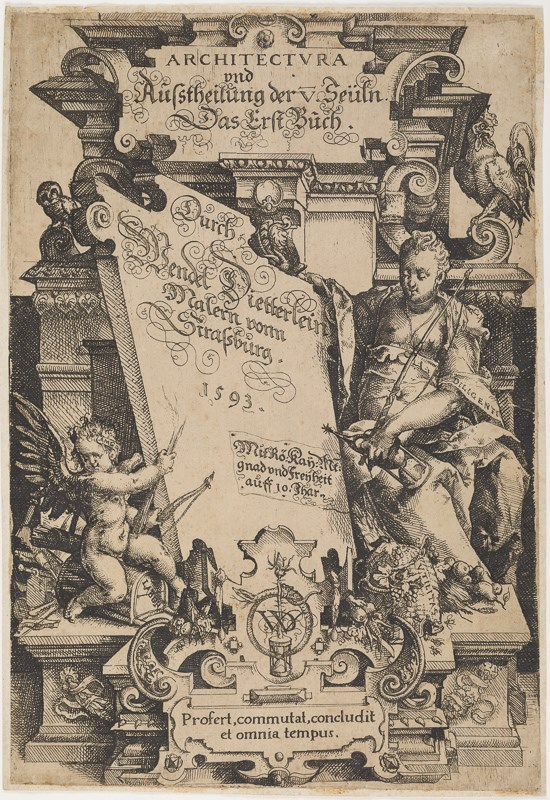
Architecture avec allégories, 1593
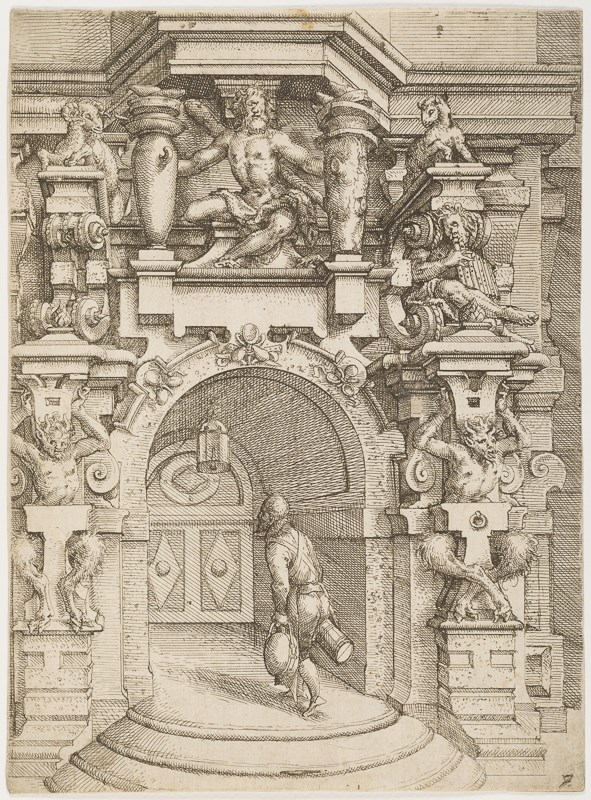
Homme sous une architecture de fantaisie, 16e siècle (dernier quart)
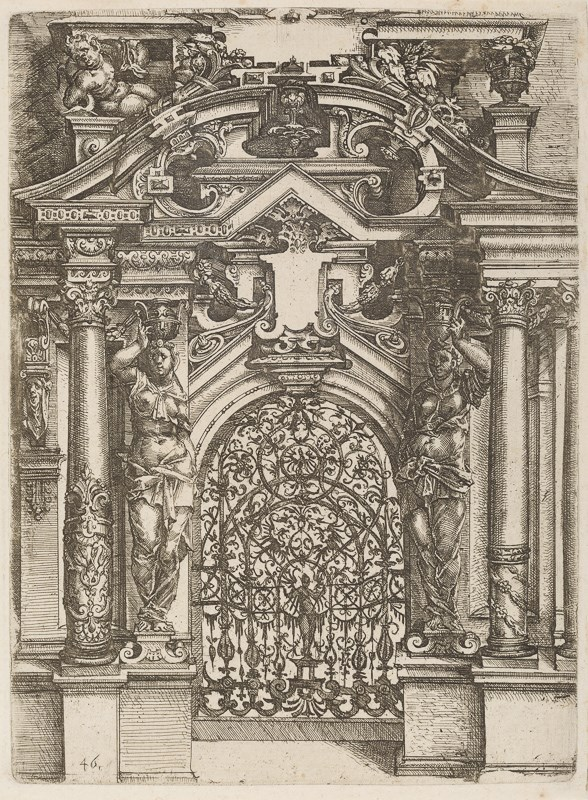
Portail avec caryatides, estampe (16e siècle, dernier quart)

## Œuvre graphique livresque
- Traité d'architecture Architectura. Von Außtheilung, Symmetria und Proportion der Fünff Seulen, Augsbourg, 1594.

#### Bases de données et dictionnaires
- Ressources relatives aux beaux-arts :   - Art Institute of Chicago
  - Bénézit
  - British Museum
  - Grove Art Online
  - National Gallery of Art
  - Nationalmuseum
  - RKDartists
  - Sandrart.net
  - Union List of Artist Names
- Ressource relative à la littérature :   - Internet Speculative Fiction Database
- Notices dans des dictionnaires ou encyclopédies généralistes :   - Britannica
  - Brockhaus
  - Deutsche Biographie
  - Enciclopedia italiana
  - Enciclopedia De Agostini
  - Nouveau dictionnaire de biographie alsacienne
  - Treccani
  - Universalis
- Notices d'autorité :   - VIAF
  - ISNI
  - BnF (données)
  - IdRef
  - LCCN
  - GND
  - Espagne
  - Belgique
  - Pays-Bas
  - Pologne
  - Israël
  - NUKAT
  - Vatican
  - Norvège
  - Tchéquie
  - WorldCat

#### Autres
- Œuvres de Dietterlin en ligne sur le site Architectura du Centre d'études supérieures de la Renaissance à Tours
- Architectura (édition de Nuremberg, 1598), consultable sur le site de la bibliothèque universitaire de Heidelberg.
- Œuvres de Dietterlin sur le catalogue en ligne du Metropolitan Museum of Art.
- Résurrection de Lazare, photographie de l’œuvre de Karlsruhe, consultable sur flickr.
- Présentation du Jugement dernier (numéro d'inventaire C 1967/GVL 200) sur le catalogue en ligne de la Staatsgalerie de Stuttgart.
- Présentation de la Crucifixion attribuée à Dietterlin, sur le site du Kresge Art Museum.